# Орог-Нур
Орог-Нур — замкнуте безстічне озеро в Долині озер аймаку Баянхонгор Монголії.

## Загальні дані
Озеро мілководне — 1,5-3 метра розташоване на висоті 1217 м недалеко від підніжжя гір хребта Іх богд[уточнити]. Площа змінилась внаслідок землетрусу 1957 року та складає 140 км², довжина 31,8 км, ширина 7,7 км, протяжність берегової лінії 75 км, максимальна глибина 5 м, об'єм 420 млн кубометрів. Мінералізація води 1,75-5,01 г/л, за хімічним складом у східній частині переважає гідрокарбонат, у західній — натрій, хлор.[джерело?]
У нього впадає річка Туйн-гол та декілька джерел. Коли в озеро надходить мало води озеро міліє і вода у ньому набуває яскраво вираженого соленого смаку, в окремі роки озеро майже пересихає. З 1990 року в озері йде накопичення води. Озеро замерзає в жовтні, крига скресає в травні.
За версією дослідника Центральної Азії М. В. Певцова Орог-Нур та інші озера, які входять до складу Долини Озер є залишками великої водойми, яка існувала раніше.